# Liste d'ensembles de musique de la Renaissance
Cette liste recense les ensembles spécialisés dans la musique de la Renaissance.

## Allemagne
- Amarcord, fondé en 1992.

## Autriche
- Clemencic Consort (Vienne)[1], fondé en 1969 par René Clemencic.

## Belgique
- Huelgas Ensemble, fondé en 1971, direction Paul Van Nevel.
- Currende Consort, fondé en 1974.
- Capilla Flamenca, fondé en 1993, direction Dirk Snellings.

## Espagne
- Hesperion XXI (nom initial : Hesperion XX)[2],fondé en 1974, direction Jordi Savall.

## États-Unis
- Boston Camerata, fondé en 1954[3], direction Joel Cohen.
- Piffaro (Philadelphie)[4], fondé en 1980.
- Asteria, fondé en 2004.

## Europe
- Dialogos, fondé en 1997, direction Katarina Livljanić.

## France
- Ars Antiqua de Paris, fondé en 1965[5].
- Ensemble Jacques Moderne, fondé en 1974
- Les Sacqueboutiers[6], fondé en 1976.
- Sequentia, fondé en 1977[7], direction Benjamin Bagby.
- Ensemble Clément-Janequin, fondé en 1978[8], direction Dominique Visse.
- Ensemble Gilles Binchois, fondé en 1979, direction Dominique Vellard[9].
- Doulce mémoire, fondé en 1989, direction Denis Raisin Dadre[9].
- Le Concert brisé, fondé en 1990.
- Ensemble Syntagma, fondé en 1996, direction Alexandre Danilevski.
- Compagnie Outre Mesure, fondé en 2000, direction Robin Joly.
- Ensemble Musica Nova, fondé en 2003.
- Le Banquet du Roy, fondé en 2012, direction Olivier Gladhofer.
- Antea Classica (Vienne en Isère), fondé en 2014.
- Ensemble Enthéos, fondé en 2005, direction Benoît Damant.

## Italie
- Tetraktys, fondé en 2000.

## Pologne
- Capella Cracoviensis, fondé en 1970[10].

## République tchèque
- Pro Arte Antiqua (Prague), fondé en 1933.

## Royaume-Uni
- Musica Reservata (Londres), fondé dans les années 1950, direction Michael Morrow.
- Early Music Consort of London, fondé en 1967 par David Munrow, dissous en 1976.
- Pro Cantione Antiqua, fondé en 1968.
- Taverner Consort, fondé en 1973[11], direction Andrew Parrott.
- The Hilliard Ensemble[12], fondé en 1974 par Paul Hillier.
- The Sixteen Choir and Orchestra[11], fondé en 1979.
- Gabrieli Consort & Players, fondé en 1982[13].
- Fretwork, fondé en 1985.
- I Fagiolini, fondé en 1986.
- Orlando Consort, fondé en 1988.

## Suisse
- Ensemble Elyma, fondé en 1981.